# Дома 1096 км
Дома 1096 км — населенный пункт в Малопургинском районе Удмуртской республики.

## География
Находится в южной части Удмуртии на расстоянии приблизительно 6 км на восток по прямой от районного центра села Малая Пурга.

## История
Известен с 1971 года как Казарма 1096 км. До 2021 года входил в состав Яганского сельского поселения.

## Население
Постоянное население составляло: 15 человек в 2002 году (удмурты 60 %, русские 33 %), 16 в 2012.